# لورانس سامرز
لورانس هنري سامرز (بالإنجليزية: Lawrence Summers) (ولد في 30 نوفمبر 1954) هو اقتصادي أميركي كان نائب رئيس اقتصاديات التنمية وكبير الاقتصاديين في البنك الدولي (1991-1993)،  وكان من كبار موظفي وزارة الخزانة في إدارة بيل كلينتون، وأصبح وزير الخزانة بين عامي 1999-2001،  والمدير السابق للمجلس الاقتصادي الوطني في إدارة باراك أوباما (2009-2010).  وهو رئيس سابق لجامعة هارفارد (2001-2006)،  حيث يعمل حاليا (حتى مارس 2017) أستاذا ومدير مركز مصور رحماني للأعمال والحكومة في كلية كينيدي بجامعة هارفارد. 
ولد سامرز في نيو هافن بولاية كونيتيكت، وأصبح أستاذا للاقتصاد في جامعة هارفارد في عام 1983. غادر جامعة هارفارد في عام 1991، وكان كبير الاقتصاديين في البنك الدولي من عام 1991 إلى 1993. وفي عام 1993، تم تعيين سامرز كوكيل للشؤون الدولية في وزارة الخزانة خلال رئاسة كلينتون. وفي عام 1995، تم ترقيته إلى نائب وزير الخزانة خلف معلمه السياسي القديم روبرت روبين. وفي عام 1999، خلف روبين على منصب الوزير. لعب سامرز في هذا المنصب دورا رائدا في الاستجابة الأمريكية للأزمة الاقتصادية في المكسيك عام 1994 والأزمة المالية الأسيوية عام 1997 والأزمة المالية الروسية. كما كان مؤثرا في نصحه بخصخصة اقتصاد دول الاتحاد السوفييتي السابق، وفي تحرير النظام المالي في الولايات المتحدة، بما في ذلك إلغاء قانون غلاس ستيغال.
ترك سامرز منصبه بعد انتهاء فترة ولاية كلينتون، وأصبح بعدها رئيس جامعة هارفارد في الفترة من 2001 إلى 2006. استقال سومرز من منصبه في أعقاب تصويت حجب الثقة من قبل هيئة تدريس الجامعة، والذي نتج في مجمله بسبب صراع بينه وبين كورنيل ويست، وتضارب المصالح المالية فيما يتعلق بعلاقته مع أندريه شلايفر، وخطابه عام 2005 الذي أشار فيه إلى أن التمثيل الناقص للمرأة في العلوم والهندسة قد يرجع إلى «اختلاف الأهلية في النتيجة النهائية» ولا يرجع بالضرورة إلى التمييز الجنسي والتنشئة الاجتماعية. وقال في معرض تعليقه على الصواب السياسي في مؤسسات التعليم العالي في عام 2016 أنه «يعتبر الأمر سخيفا» واصفا الأمر بأنه «شمولية تزحف على المجتمع من حيث أي الأفكار تعتبر مقبولة وقابلة للنقاش في حرم الجامعة».
بعد رحيله من جامعة هارفارد، عمل سومرز كشريك إداري في الصندوق الوقائي «شو وشركاه»، وكمتحدث مستقل في مؤسسات مالية أخرى، مثل غولدمان ساكس، جي بي مورغان تشيس، سيتي جروب، ميريل لينش، ليمان براذرز. عاد سامرس إلى الخدمة العامة خلال إدارة أوباما، حيث عمل مديرا للمجلس الاقتصادي الوطني في البيت الأبيض للرئيس باراك أوباما في الفترة من يناير 2009 حتى نوفمبر 2010، حيث برز كصانع قرار اقتصادي رئيسي في لاستجابة إدارة أوباما لأزمة الركود العظيم. عمل سامرز بعدها في القطاع الخاص ككاتب عمود في الصحف الكبرى. تم طرح اسمه في منتصف عام 2013 باعتباره خلفا محتملا لبن برنانكي رئيس مجلس الاحتياطي الاتحادي، رغم أن أوباما رشح في النهاية نائبة رئيس المجلس جانيت يلين لهذا المنصب.
يحتفظ سومرز (حتى عام 2017) بوضعه في جامعة هارفارد كرئيس فخري وأستاذ في جامعة تشارلز دبليو إليوت.

## الأسرة والتعليم
وُلد سامرز في نيو هيفن، كونيتيكت، في 30 نوفمبر عام 1954، في عائلة يهودية، وهو نجل اثنين من الاقتصاديين، روبرت سامرز (الذي غير لقب العائلة من سامويلسون) وأنيتا سامرز (من أصل روماني يهودي)، وكلاهما أساتذة في جامعة بنسلفانيا. وهو أيضًا ابن شقيق الحائزين على جائزة نوبل في العلوم الاقتصادية: بول سامويلسون (شقيق روبرت سامرز) وكينيث أرو (شقيق أنيتا سامرز). أمضى معظم طفولته في بن فالي، بنسيلفانيا، إحدى ضواحي فيلادلفيا، حيث التحق بمدرسة هاريتون الثانوية.
في سن السادسة عشرة، دخل معهد ماساتشوستس للتكنولوجيا، حيث كان ينوي في الأصل دراسة الفيزياء ولكن سرعان ما تحول إلى الاقتصاد (حصل على بكالوريوس العلوم عام 1975) كما كان عضوًا نشطًا في فريق مناظرات معهد ماساتشوستس للتكنولوجيا، وتأهل للمشاركة في البطولة السنوية للمناظرات ثلاث مرات. التحق بجامعة هارفارد بصفته طالب دراسات عليا (حصل على الدكتوراه عام 1982). في عام 1983، في سن 28، أصبح سامرز أحد أصغر الأساتذة الدائمين في تاريخ هارفارد. خلال هذا الوقت أيضًا تم شُخص سامرز بمرض لمفوما هودجكين. خضع للعلاج وبقي منذ ذلك الحين خاليًا من السرطان. كان أكاديميًا زائرًا في كلية لندن للاقتصاد في عام 1987. ولدى سامرز ثلاثة أطفال (ابنتان توأمان روث وباميلا وابن أصغر هاري) من زوجته الأولى فيكتوريا جوان (بيري). في ديسمبر 2005، تزوج سامرز من أستاذة اللغة الإنجليزية إليسا نيو، التي لديها ثلاث بنات (يائيل وأورلي ومايا) من زواجٍ سابقٍ. يعيش في بروكلين، ماساتشوستس.

## الترشح لرئاسة مجلس الاحتياطي الفيدرالي
في عام 2013، برز سامرز كواحد من اثنين من المرشحين الرئيسيين، إلى جانب جانيت يلين، لخلافة بن برنانكي كرئيس لنظام الاحتياطي الفيدرالي في عام 2014. أدت إمكانية ترشيحه إلى إثارة قدر كبير من الجدل مع بعض أعضاء مجلس الشيوخ من كلا الحزبين الذين أعلنوا معارضتهم. في 15 سبتمبر، سحب سامرز اسمه من الترشح إلى المنصب، وكتب «لقد استنتجت على مضض أن أي عملية تأكيد ممكنة بالنسبة لي ستكون قاسية ولن تخدم مصلحة مجلس الاحتياطي الفيدرالي أو الإدارة أو مصالح الانتعاش الاقتصادي المستمر للأمة».

## في الثقافة الشعبية
يُظهر فيلم الشبكة الاجتماعية لعام 2010، الذي يحكي تأسيس موقع التواصل الاجتماعي فيسبوك، أُظهر سامرز (الذي لعبه دوغلاس أوربانسكي) بصفته رئيسًا لجامعة هارفارد، حيث التقى مع كاميرون وتايلر وينكليفوس لمناقشة اتهاماتهما ضد مارك زوكربيرغ.
في الفيلم الوثائقي لعام 2010 داخل العمل، قُدم سامرز كواحد من الشخصيات الرئيسية وراء الأزمة المالية 2007-2008. يشير تشارلز فيرغسون إلى دور الاقتصادي في ما يصفه بأنه رفع قيود العديد من المجالات في القطاع المالي.

## روابط خارجية
- لورانس سامرز على موقع الموسوعة البريطانية (الإنجليزية)
- لورانس سامرز على موقع مونزينجر (الألمانية)
- لورانس سامرز على موقع إن إن دي بي (الإنجليزية)